# ウレド・ジェラル
ウレド・ジェラル（アラビア語: أولاد جلال、Ouled Djellal）はアルジェリアの都市である。基礎自治体であり、ウレド・ジェラル県の県都である。

## 交通

### 道路
- 国道46A号線 (アルジェリア)（N46A号）